# Le Crime de la rue de Chantilly
Le Crime de la rue de Chantilly est un téléfilm français de Guy Jorré, tourné en 1965 et diffusé en 1968.

## Synopsis
Un policier pendant la fin de siècle. Dans le rôle de Mlle Lily, on voit Claude Jade dans son premier rôle à la télévision. La voix du narrateur est celle d'Alain Mottet.

## Distribution
- Gabriel Gobin :  l'inspecteur Jaminot
- Annick Allières : Fifi, la prostituée
- André Weber : Dinan, dit Fil en Double, l'ancien client de Fifi
- Georges Beauvilliers : Lésinet, dit le Rempart, le mec de Fifi
- Henri Poirier : le commissaire
- Claude Jade : Mademoiselle Lily
- Christian Azzopardi : Léon, l'amant de Lily
- Raoul Curet : Belocq
- Lucien Raimbourg : l'hôtelier
- Marcel Gassouk : l'inspecteur Balembois
- Pierre Pernet : Loutard
- Paul Bisciglia : Baptiste